# Гонтово-Ярська сільська рада
Го́нтово-Я́рська сільська́ ра́да — адміністративно-територіальна одиниця та орган місцевого самоврядування в Валківському районі Харківської області. Адміністративний центр — село Гонтів Яр.

## Загальні відомості
- Гонтово-Ярська сільська рада утворена в 1921 році.
- Територія ради: 48,51 км²
- Населення ради: 1 145 осіб (станом на 2001 рік)
- Територією ради протікає річка Мжа.

## Населені пункти
Сільській раді підпорядковані населені пункти:
- с. Гонтів Яр
- с. Водопій
- с. Корсунівка
- с. Круглик
- с. Кузьмівка
- с. Старі Валки

### Колишні населені пункти
- Іллюхівка

## Склад ради
Рада складається з 16 депутатів та голови.
- Голова ради: Корсун Людмила Миколаївна
- Секретар ради: Солодовник Тамара Іванівна

### Керівний склад попередніх скликань
| Прізвище, ім'я, по батькові | Основні відомості                                                         | Дата обрання | Дата звільнення |
| --------------------------- | ------------------------------------------------------------------------- | ------------ | --------------- |
| Коверя Леонід Васильович    | Сільський голова, 1949 року народження, член Народно-демократичної партії | 26.03.2006   | 31.10.2010      |
| Корсун Людмила Миколаївна   | Сільський голова, 1962 року народження, освіта вища, член Партії регіонів | 31.10.2010   |                 |

Примітка: таблиця складена за даними сайту Верховної Ради України

### Депутати
За результатами місцевих виборів 2010 року депутатами ради стали:

#### За суб'єктами висування
| Суб'єкт висування | Кількість обраних депутатів | %   |
| ----------------- | --------------------------- | --- |
| Партія регіонів   | 16                          | 100 |

#### За округами
| № округу        | Прізвище, ім'я, по батькові         | Дата визнання обраним | Освіта             | Партійна приналежність | Відомості про обраного депутата                                                     |
| --------------- | ----------------------------------- | --------------------- | ------------------ | ---------------------- | ----------------------------------------------------------------------------------- |
| Партія регіонів |                                     |                       |                    |                        |                                                                                     |
| 1               | Тупиця Сергій Іванович              | 02.11.2010            | середня            | член Партії регіонів   | Особисте селянське господарство, голова                                             |
| 2               | Солонецький Олександр Володимирович | 02.11.2010            | середня            | член Партії регіонів   | Фермерське господарство «СТВ-Агро», механізатор                                     |
| 3               | Пчелова Зоя Василівна               | 02.11.2010            | середня            | позапартійна           | Особисте селянське господарство                                                     |
| 4               | Солодовнік Тамара Іванівна          | 02.11.2010            | середня            | член Партії регіонів   | Гонтовоярська сільська рада, секретар                                               |
| 5               | Нечаев Олександр Олександрович      | 02.11.2010            | середня спеціальна | позапартійний          | Філія П;ятихатської ДЕПШРП-2, водій                                                 |
| 6               | Онопрієнко Анатолій Віталійович     | 02.11.2010            | середня            | позапартійний          | АЗС управління по переробці газу та газоконденсату, оператор                        |
| 7               | Яровий Олексій Олександрович        | 02.11.2010            | незакінчена вища   | член Партії регіонів   | ФО-П Ярова М, Д., виконавчий директор                                               |
| 8               | Ольховська Анастасія Михайлівна     | 02.11.2010            | середня            | член Партії регіонів   | пенсіонер                                                                           |
| 9               | Боровик Марина Петрівна             | 02.11.2010            | незакінчена вища   | член Партії регіонів   | приватний підприємець                                                               |
| 10              | Глушкова Тетяна Василівна           | 02.11.2010            | середня            | член Партії регіонів   | Садівницьке товариство, бухгалтер                                                   |
| 11              | Павліченко Микола Петрович          | 02.11.2010            | вища               | член Партії регіонів   | Український науково дослідний інститут"Енергосталь", охоронець                      |
| 12              | Ніконенко Ірина Миколаївна          | 02.11.2010            | вища               | член Партії регіонів   | Гонтовоярська загальноосвітня школа, педагог організатор                            |
| 13              | Савченко Олександр Петрович         | 02.11.2010            | середня            | член Партії регіонів   | Особисте селянське господарство                                                     |
| 14              | Красєва Наталія Володимирівна       | 02.11.2010            | вища               | член Партії регіонів   | Відділення поштового зв'язку с. Старі Валки центра поштового зв'язку № 7, начальник |
| 15              | Педан Надія Миколаївна              | 02.11.2010            | середня            | член Партії регіонів   | Відділення поштового зв'язку с. Старі Валки центра поштового зв'язку № 7, листоноша |
| 16              | Титар Олексій Іванович              | 02.11.2010            | середня            | член Партії регіонів   | тимчасово не працює                                                                 |